# 橘紅樂
橘 紅樂（たちばな こうらく、本名：蒲池由佳里）は橘流寄席文字書家。女性。

## 経歴
福岡県出身。日本福祉大学卒。大学卒業後鹿児島県の実家に戻っていたが寄席文字に興味を抱く。落語協会に連絡をして橘右樂を紹介してもらい、1998（平成10年）1月より師事。当初は鹿児島でファクスを通して指導を受けていた。1999（平成11年）1月に上京、寄席文字橘会勉強会に参加。2003（平成15年）11月、橘流寄席文字一門の総意のもと「橘紅樂」の名前を許される。寄席文字伝承者として普及と啓蒙のために幅広く活動中。
大師匠にあたる橘右近の遺品については一門の橘右龍と共に資料の散逸を恐れて一括収蔵先を探し、2013（平成25）年に3466点が江戸東京博物館に「橘右近コレクション」として収蔵されるまで奔走した。

## 主な作品・筆耕
- 池袋演芸場看板・めくり（2002年～）
- 本牧亭めくり・講談協会チラシ（2006年～）
- 仙台花座看板・めくり（2018年～）
- カルチャーセンターでの寄席文字教室

- 地域寄席・落語会のめくり・題字などの筆耕多数